# Einar Hille
Carl Einar Hille (New York, 28 giugno 1894 – La Jolla, 12 febbraio 1980) è stato un matematico statunitense.

## Biografia
Hille nacque a New York. I suoi genitori, entrambi immigrati dalla Svezia, si separarono prima della sua nascita. Suo padre, Carl August Heuman, era un ingegnere civile. Hille è cresciuto con sua madre, Edla Eckman. Quando Einar aveva due anni, lui e sua madre tornarono a Stoccolma. Hille trascorse il suo tempo in Svezia fino all'età di 24 anni. Entrò nell'Università di Stoccolma nel 1911 e conseguì il suo primo diploma di matematica nel 1913 e il Master's degree l'anno successivo. Ricevette anche il dottorato di ricerca sempre dall'Università di Stoccolma nel 1918 con la tesi intitolata Some Problems Concerning Spherical Harmonics (Alcuni problemi riguardanti le armoniche sferiche).

## Carriera
Nel 1919 Hille fu premiato con il premio Mittag-Leffler e ottenne un posto per insegnare presso l'Università di Stoccolma; successivamente presso l'Università di Harvard, l'Università di Princeton, l'Università di Stanford e presso l'Università di Chicago. Nel 1933 diventò professore di matematica presso la Yale University.
Il lavoro principale di Hille era sulle equazioni integrali, equazioni differenziali, funzioni speciali, serie di Dirichlet e serie di Fourier. Più tardi nella sua carriera i suoi interessi si sono rivolti verso l'analisi funzionale. Il suo nome persiste tra gli altri nel teorema di Hille-Yosida. Hille era membro della London Mathematical Society e del Circolo Matematico di Palermo. Hille fu presidente della American Mathematical Society (1937-38) e fu docente della Society Colloquium nel 1944. Ricevette numerosi riconoscimenti tra cui l'elezione presso l'Accademia Nazionale delle Scienze degli Stati Uniti (1953) e l'Accademia Reale Svedese delle Scienze. Fu anche insignito dell'Ordine della Stella Polare.

## Vita privata
Hille sposò Kirsti Ore Hille (1906-2001), sorella del matematico norvegese Øystein Ore. Ebbero due figli, Harald e Bertil Hille.

## Opere
- Con Ralph Phillips: Functional Analysis and Semi-Groups. 1948,[4] 1957.
- Analytic Function Theory. 2 vols., 1959,[5] 1964.
- Analysis. 2 vols., 1964, 1966.
- Lectures on Ordinary Differential Equations. 1969.
- Methods in Classical and Functional Analysis. 1972.
- Ordinary Differential Equations in the Complex Domain. 1976.[6]
- In Retrospect. Mathematical Intelligencer, Vol.3, 1980/81, No.1, pp. 3–13.